# Szergej Nyikolajevics Beljajev
Szergej Nyikolajevics Beljajev, oroszul: Сергей Николаевич Беляев (Taskent, 1960. május 8. – Almati, 2020. szeptember 6.) kétszeres olimpiai ezüstérmes kazak sportlövő.

## Pályafutása
A Gyinamo Almati versenyzője volt. Az 1996-os atlantai olimpián ezüstérmes szerzett kisöbű puska fekvő és összetett versenyszámokban. 1994 és 2006 között négy Ázsia-játékokon vett részt, melyen négy arany-, két ezüst- és négy bronzérmet nyert.

## Sikerei, díjai
- Olimpiai játékok – kisöbű puska fekvő és összetett
  - ezüstérmes (2): 1996, Atlanta
- Ázsia-játékok – kisöbű puska
  - aranyérmes (4): 1994 (fekvő és térdelő), 2002 (fekvő), 2006 (fekvő csapat)
  - ezüstérmes (2): 1994 (összetett egyéni és csapat)
  - bronzérmes (4): 1994 (fekvő csapat), 2002 (fekvő és összetett csapat), 2006 (fekvő)